# Groupe F de la Coupe du monde de football 2018
Navigation
- A
- B
- C
- D
- E
- F
- G
- H

- 1/8e
- 1/4
- 1/2
- Finale

Le groupe F de la Coupe du monde 2018, qui se dispute en Russie du 14 juin au 15 juillet 2018, comprend quatre équipes dont les deux premières se qualifient pour les huitièmes de finale de la compétition.
Le tirage au sort est effectué le 1er décembre 2017 au Kremlin à Moscou.
Le premier de ce groupe affronte le deuxième du Groupe E et le deuxième de ce groupe affronte le premier du Groupe E.

## Résumé
L'Allemagne fait office de grand favori de ce groupe F. Les champions du monde en titre se sont facilement qualifié pour la phase finale en remportant tous leurs matchs (10 victoires) dans le groupe C des éliminatoires européens, et sont prétendants à leur propre succession. Le Mexique a aussi connu un parcours facile en phase éliminatoire, avec la première place du dernier tour des éliminatoires d'Amérique du Nord. La Suède, orpheline de Zlatan Ibrahimovic, a terminé deuxième du groupe A devant les Pays-Bas et s'est qualifiée en éliminant l'Italie en barrages européens. La Corée du Sud, participe pour la dixième fois à la compétition après s'être qualifiée à la deuxième place au troisième tour des éliminatoires asiatiques. La première journée de ce groupe débute par la sensationnelle victoire du Mexique face aux champions en titre (1-0) tandis que la Suède bat la Corée du Sud sur le même score. La deuxième journée voit le Mexique se rapprocher des huitièmes de finale avec une victoire face aux sud-Coréens (1-2), tandis que l'Allemagne préserve de justesse ses chances de qualification en battant à la dernière seconde les Suédois (2-1). Lors de la dernière journée, la Suède se qualifie grâce à une nette victoire face au Mexique (3-0) tandis que la Corée du Sud fait sensation en battant en fin de match (2-0) les champions du monde qui sortent du mondial par la petite porte.

## Classement
|   | Équipe       | Pts | J | G | N | P | Bp | Bc | Diff |
| 1 | Suède        | 6   | 3 | 2 | 0 | 1 | 5  | 2  | +3   |
| 2 | Mexique      | 6   | 3 | 2 | 0 | 1 | 3  | 4  | -1   |
| 3 | Corée du Sud | 3   | 3 | 1 | 0 | 2 | 3  | 3  | 0    |
| 4 | Allemagne    | 3   | 3 | 1 | 0 | 2 | 2  | 4  | -2   |

| 11 | 17 juin 2018 | Allemagne    | 0 - 1 | Mexique      |
| 12 | 18 juin 2018 | Suède        | 1 - 0 | Corée du Sud |
| 27 | 23 juin 2018 | Allemagne    | 2 - 1 | Suède        |
| 28 | 23 juin 2018 | Corée du Sud | 1 - 2 | Mexique      |
| 43 | 27 juin 2018 | Corée du Sud | 2 - 0 | Allemagne    |
| 44 | 27 juin 2018 | Mexique      | 0 - 3 | Suède        |

## 1rejournée

### Allemagne - Mexique
| Match 11                                                 | Allemagne | 0 - 1   | Mexique                                | Stade Loujniki, Moscou                           |                                                  |
| 17 juin 2018 · 18:00 (UTC+3) · Historique des rencontres |           | (0 - 1) | 35e Hirving Lozano (Javier Hernández ) | Spectateurs : 78 011 Arbitrage : Alireza Faghani | Spectateurs : 78 011 Arbitrage : Alireza Faghani |
| 17 juin 2018 · 18:00 (UTC+3) · Historique des rencontres | Rapport   |         |                                        | Spectateurs : 78 011 Arbitrage : Alireza Faghani | Spectateurs : 78 011 Arbitrage : Alireza Faghani |

| Allemagne | Mexique |

| ALLEMAGNE :     |    |                     |     |     |
|                 |    |                     |     |     |
| Gardien de but  | 01 | Manuel Neuer        |     |     |
|                 | 18 | Joshua Kimmich      |     |     |
|                 | 17 | Jérôme Boateng      |     |     |
|                 | 05 | Mats Hummels        | 84e |     |
|                 | 02 | Marvin Plattenhardt |     | 79e |
|                 | 08 | Toni Kroos          |     |     |
|                 | 06 | Sami Khedira        |     | 60e |
|                 | 13 | Thomas Müller       | 83e |     |
|                 | 10 | Mesut Özil          |     |     |
|                 | 07 | Julian Draxler      |     |     |
|                 | 09 | Timo Werner         |     | 86e |
| Remplaçants :   |    |                     |     |     |
|                 | 11 | Marco Reus          |     | 60e |
|                 | 23 | Mario Gómez         |     | 79e |
|                 | 20 | Julian Brandt       |     | 86e |
| Sélectionneur : |    |                     |     |     |
| Joachim Löw     |    |                     |     |     |

| MEXIQUE :          |    |                  |     |     |
|                    |    |                  |     |     |
| Gardien de but     | 13 | Guillermo Ochoa  |     |     |
|                    | 03 | Carlos Salcedo   |     |     |
|                    | 02 | Hugo Ayala       |     |     |
|                    | 15 | Héctor Moreno    | 40e |     |
|                    | 23 | Jesús Gallardo   |     |     |
|                    | 16 | Héctor Herrera   | 90e |     |
|                    | 18 | Andrés Guardado  |     | 74e |
|                    | 07 | Miguel Layún     |     |     |
|                    | 11 | Carlos Vela      |     | 58e |
|                    | 22 | Hirving Lozano   |     | 66e |
|                    | 14 | Javier Hernández |     |     |
| Remplaçants :      |    |                  |     |     |
|                    | 21 | Edson Álvarez    |     | 58e |
|                    | 09 | Raúl Jiménez     |     | 66e |
|                    | 04 | Rafael Márquez   |     | 74e |
| Sélectionneur :    |    |                  |     |     |
| Juan Carlos Osorio |    |                  |     |     |

| Assistants : Reza Sokhandan Mohammadreza Mansouri Quatrième arbitre : Mohammed Abdulla Hassan Mohamed Cinquième arbitre : Mohamed Al Hammadi Arbitre vidéo : Massimiliano Irrati Assistants arbitre vidéo : Wilton Sampaio Carlos Astroza Mark Geiger Homme du Match : Hirving Lozano |

### Suède - Corée du Sud
| Match 12                                                 | Suède                        | 1 - 0   | Corée du Sud | Stade de Nijni Novgorod, Nijni Novgorod       |                                               |
| 18 juin 2018 · 15:00 (UTC+3) · Historique des rencontres | Andreas Granqvist 65e (pen.) | (0 - 0) |              | Spectateurs : 42 300 Arbitrage : Joel Aguilar | Spectateurs : 42 300 Arbitrage : Joel Aguilar |
| 18 juin 2018 · 15:00 (UTC+3) · Historique des rencontres | Rapport                      |         |              | Spectateurs : 42 300 Arbitrage : Joel Aguilar | Spectateurs : 42 300 Arbitrage : Joel Aguilar |

| Suède | Corée du Sud |

| SUÈDE :         |    |                     |     |     |
|                 |    |                     |     |     |
| Gardien de but  | 01 | Robin Olsen         |     |     |
|                 | 06 | Ludwig Augustinsson |     |     |
|                 | 04 | Andreas Granqvist   |     |     |
|                 | 18 | Pontus Jansson      |     |     |
|                 | 02 | Mikael Lustig       |     |     |
|                 | 07 | Sebastian Larsson   |     | 81e |
|                 | 08 | Albin Ekdal         |     | 71e |
|                 | 17 | Viktor Claesson     | 61e |     |
|                 | 10 | Emil Forsberg       |     |     |
|                 | 09 | Marcus Berg         |     |     |
|                 | 20 | Ola Toivonen        |     | 77e |
| Remplaçants :   |    |                     |     |     |
|                 | 15 | Oscar Hiljemark     |     | 71e |
|                 | 22 | Isaac Kiese Thelin  |     | 77e |
|                 | 13 | Gustav Svensson     |     | 81e |
| Sélectionneur : |    |                     |     |     |
| Janne Andersson |    |                     |     |     |

| CORÉE DU SUD :  |    |                |     |     |
|                 |    |                |     |     |
| Gardien de but  | 23 | Jo Hyeon-woo   |     |     |
|                 | 02 | Lee Yong       |     |     |
|                 | 20 | Jang Hyun-soo  |     |     |
|                 | 19 | Kim Young-gwon |     |     |
|                 | 06 | Park Joo-ho    |     | 28e |
|                 | 17 | Lee Jae-sung   |     |     |
|                 | 16 | Ki Sung-yueng  |     |     |
|                 | 13 | Koo Ja-cheol   |     | 73e |
|                 | 11 | Hwang Hee-chan | 55e |     |
|                 | 09 | Kim Shin-wook  | 13e | 66e |
|                 | 07 | Son Heung-min  |     |     |
| Remplaçants :   |    |                |     |     |
|                 | 12 | Kim Min-woo    |     | 28e |
|                 | 15 | Jung Woo-young |     | 66e |
|                 | 10 | Lee Seung-woo  |     | 73e |
| Sélectionneur : |    |                |     |     |
| Shin Tae-yong   |    |                |     |     |

| Assistants : Juan Zumba Juan Carlos Mora Araya Quatrième arbitre : Norbert Hauata Cinquième arbitre : Bertrand Brial Arbitre vidéo : Mauro Vigliano Assistants arbitre vidéo : Taleb Al Marri Abdulrahman Al-Jassim Daniele Orsato Homme du Match : Andreas Granqvist |

## 2ejournée

### Allemagne - Suède
| Match 27                                                 | Allemagne                                                      | 2 - 1   | Suède                               | Stade Ficht, Sotchi                               |                                                   |
| 23 juin 2018 · 21:00 (UTC+3) · Historique des rencontres | ( Mario Gómez) Marco Reus 48e · ( Marco Reus) Toni Kroos 90+5e | (0 - 1) | 32e Ola Toivonen (Viktor Claesson ) | Spectateurs : 44 287 Arbitrage : Szymon Marciniak | Spectateurs : 44 287 Arbitrage : Szymon Marciniak |
| 23 juin 2018 · 21:00 (UTC+3) · Historique des rencontres | Rapport                                                        |         |                                     | Spectateurs : 44 287 Arbitrage : Szymon Marciniak | Spectateurs : 44 287 Arbitrage : Szymon Marciniak |

| Allemagne | Suède |

| ALLEMAGNE :     |    |                 |          |     |
|                 |    |                 |          |     |
| Gardien de but  | 01 | Manuel Neuer    |          |     |
|                 | 18 | Joshua Kimmich  |          |     |
|                 | 16 | Antonio Rüdiger |          |     |
|                 | 17 | Jérôme Boateng  | 71e, 82e |     |
|                 | 03 | Jonas Hector    |          | 87e |
|                 | 19 | Sebastian Rudy  |          | 31e |
|                 | 08 | Toni Kroos      |          |     |
|                 | 13 | Thomas Müller   |          |     |
|                 | 07 | Julian Draxler  |          | 46e |
|                 | 11 | Marco Reus      |          |     |
|                 | 09 | Timo Werner     |          |     |
| Remplaçants :   |    |                 |          |     |
|                 | 21 | İlkay Gündoğan  |          | 31e |
|                 | 23 | Mario Gómez     |          | 46e |
|                 | 20 | Julian Brandt   |          | 87e |
| Sélectionneur : |    |                 |          |     |
| Joachim Löw     |    |                 |          |     |

| SUÈDE :         |    |                     |       |     |
|                 |    |                     |       |     |
| Gardien de but  | 01 | Robin Olsen         |       |     |
|                 | 02 | Mikael Lustig       |       |     |
|                 | 03 | Victor Lindelöf     |       |     |
|                 | 04 | Andreas Granqvist   |       |     |
|                 | 06 | Ludwig Augustinsson |       |     |
|                 | 17 | Viktor Claesson     |       | 74e |
|                 | 07 | Sebastian Larsson   | 90+7e |     |
|                 | 08 | Albin Ekdal         | 52e   |     |
|                 | 10 | Emil Forsberg       |       |     |
|                 | 09 | Marcus Berg         |       | 90e |
|                 | 20 | Ola Toivonen        |       | 78e |
| Remplaçants :   |    |                     |       |     |
|                 | 21 | Jimmy Durmaz        |       | 74e |
|                 | 11 | John Guidetti       |       | 78e |
|                 | 22 | Isaac Kiese Thelin  |       | 90e |
| Sélectionneur : |    |                     |       |     |
| Janne Andersson |    |                     |       |     |

| Assistants : Paweł Sokolnicki Tomasz Listkiewicz Quatrième arbitre : Ryūji Satō Cinquième arbitre : Toru Sagara Arbitre vidéo : Clément Turpin Assistants arbitre vidéo : Paweł Gil Cyril Gringore Paolo Valeri Homme du Match : Marco Reus |

### Corée du Sud - Mexique
| Match 28                                                 | Corée du Sud                        | 1 - 2   | Mexique                                                         | Rostov Arena, Rostov-sur-le-Don                |                                                |
| 23 juin 2018 · 18:00 (UTC+3) · Historique des rencontres | ( Lee Jae-sung) Son Heung-min 90+3e | (0 - 1) | 26e (pen.) Carlos Vela · 66e Javier Hernández (Hirving Lozano ) | Spectateurs : 43 472 Arbitrage : Milorad Mažić | Spectateurs : 43 472 Arbitrage : Milorad Mažić |
| 23 juin 2018 · 18:00 (UTC+3) · Historique des rencontres | Rapport                             |         |                                                                 | Spectateurs : 43 472 Arbitrage : Milorad Mažić | Spectateurs : 43 472 Arbitrage : Milorad Mažić |

| Corée du Sud | Mexique |

| CORÉE DU SUD :  |    |                |     |     |
|                 |    |                |     |     |
| Gardien de but  | 23 | Jo Hyeon-woo   |     |     |
|                 | 02 | Lee Yong       | 63e |     |
|                 | 20 | Jang Hyun-soo  |     |     |
|                 | 19 | Kim Young-gwon | 58e |     |
|                 | 12 | Kim Min-woo    |     | 84e |
|                 | 08 | Ju Se-jong     |     | 64e |
|                 | 16 | Ki Sung-yueng  |     |     |
|                 | 18 | Moon Seon-min  |     | 77e |
|                 | 11 | Hwang Hee-chan |     |     |
|                 | 17 | Lee Jae-sung   |     |     |
|                 | 07 | Son Heung-min  |     |     |
| Remplaçants :   |    |                |     |     |
|                 | 10 | Lee Seung-woo  | 72e | 64e |
|                 | 15 | Jung Woo-young | 80e | 77e |
|                 | 14 | Hong Chul      |     | 84e |
| Sélectionneur : |    |                |     |     |
| Shin Tae-yong   |    |                |     |     |

| MEXIQUE :          |    |                     |  |     |
|                    |    |                     |  |     |
| Gardien de but     | 13 | Guillermo Ochoa     |  |     |
|                    | 21 | Edson Álvarez       |  |     |
|                    | 03 | Carlos Salcedo      |  |     |
|                    | 15 | Héctor Moreno       |  |     |
|                    | 23 | Jesús Gallardo      |  |     |
|                    | 07 | Miguel Layún        |  |     |
|                    | 16 | Héctor Herrera      |  |     |
|                    | 18 | Andrés Guardado     |  | 68e |
|                    | 11 | Carlos Vela         |  | 77e |
|                    | 14 | Javier Hernández    |  |     |
|                    | 22 | Hirving Lozano      |  | 71e |
| Remplaçants :      |    |                     |  |     |
|                    | 04 | Rafael Márquez      |  | 68e |
|                    | 17 | Jesús Manuel Corona |  | 71e |
|                    | 10 | Giovani dos Santos  |  | 77e |
| Sélectionneur :    |    |                     |  |     |
| Juan Carlos Osorio |    |                     |  |     |

| Assistants : Milovan Ristić Dalibor Đurđević Quatrième arbitre : John Pitti Cinquième arbitre : Gabriel Victoria Arbitre vidéo : Daniele Orsato Assistants arbitre vidéo : Artur Soares Dias Carlos Astroza Tiago Martins Homme du Match : Javier Hernández |

## 3ejournée

### Corée du Sud - Allemagne
| Match 43                                                 | Corée du Sud                                             | 2 - 0   | Allemagne | Kazan Arena, Kazan                           |                                              |
| 27 juin 2018 · 17:00 (UTC+3) · Historique des rencontres | Kim Young-gwon 90+3e · ( Ju Se-jong) Son Heung-min 90+6e | (0 - 0) |           | Spectateurs : 41 835 Arbitrage : Mark Geiger | Spectateurs : 41 835 Arbitrage : Mark Geiger |
| 27 juin 2018 · 17:00 (UTC+3) · Historique des rencontres | Rapport                                                  |         |           | Spectateurs : 41 835 Arbitrage : Mark Geiger | Spectateurs : 41 835 Arbitrage : Mark Geiger |

| Corée du Sud | Allemagne |

| CORÉE DU SUD :  |    |                |     |     |     |
|                 |    |                |     |     |     |
| Gardien de but  | 23 | Jo Hyeon-woo   |     |     |     |
|                 | 02 | Lee Yong       |     |     |     |
|                 | 05 | Yun Young-sun  |     |     |     |
|                 | 19 | Kim Young-gwon |     |     |     |
|                 | 14 | Hong Chul      |     |     |     |
|                 | 17 | Lee Jae-sung   | 23e |     |     |
|                 | 15 | Jung Woo-young | 9e  |     |     |
|                 | 20 | Jang Hyun-soo  |     |     |     |
|                 | 18 | Moon Seon-min  | 48e | 69e |     |
|                 | 13 | Koo Ja-cheol   |     | 56e |     |
|                 | 07 | Son Heung-min  | 65e |     |     |
| Remplaçants :   |    |                |     |     |     |
|                 | 11 | Hwang Hee-chan |     | 56e | 79e |
|                 | 08 | Ju Se-jong     |     | 69e |     |
|                 | 22 | Go Yo-han      |     | 79e |     |
| Sélectionneur : |    |                |     |     |     |
| Shin Tae-yong   |    |                |     |     |     |

| ALLEMAGNE :     |    |                |  |     |
|                 |    |                |  |     |
| Gardien de but  | 01 | Manuel Neuer   |  |     |
|                 | 18 | Joshua Kimmich |  |     |
|                 | 05 | Mats Hummels   |  |     |
|                 | 15 | Niklas Süle    |  |     |
|                 | 03 | Jonas Hector   |  | 78e |
|                 | 06 | Sami Khedira   |  | 58e |
|                 | 08 | Toni Kroos     |  |     |
|                 | 14 | Leon Goretzka  |  | 63e |
|                 | 10 | Mesut Özil     |  |     |
|                 | 11 | Marco Reus     |  |     |
|                 | 09 | Timo Werner    |  |     |
| Remplaçants :   |    |                |  |     |
|                 | 23 | Mario Gómez    |  | 58e |
|                 | 13 | Thomas Müller  |  | 63e |
|                 | 20 | Julian Brandt  |  | 78e |
| Sélectionneur : |    |                |  |     |
| Joachim Löw     |    |                |  |     |

| Assistants : Joe Fletcher Frank Anderson Quatrième arbitre : Julio Bascuñán Cinquième arbitre : Christian Schiemann Arbitre vidéo : Danny Makkelie Assistants arbitre vidéo : Tiago Martins Corey Rockwell Artur Soares Dias Homme du Match : Jo Hyeon-woo |

### Mexique - Suède
| Match 44                                                 | Mexique | 0 - 3   | Suède                                                                                               | Iekaterinbourg Arena, Iekaterinbourg           |                                                |
| 27 juin 2018 · 19:00 (UTC+5) · Historique des rencontres |         | (0 - 0) | 50e Ludwig Augustinsson (Viktor Claesson ) · 62e (pen.) Andreas Granqvist · 74e (csc) Edson Álvarez | Spectateurs : 33 061 Arbitrage : Néstor Pitana | Spectateurs : 33 061 Arbitrage : Néstor Pitana |
| 27 juin 2018 · 19:00 (UTC+5) · Historique des rencontres | Rapport |         | | Spectateurs : 33 061 Arbitrage : Néstor Pitana | Spectateurs : 33 061 Arbitrage : Néstor Pitana |

| Mexique | Suède |

| MEXIQUE :          |    |                     |     |     |
|                    |    |                     |     |     |
| Gardien de but     | 13 | Guillermo Ochoa     |     |     |
|                    | 21 | Edson Álvarez       |     |     |
|                    | 03 | Carlos Salcedo      |     |     |
|                    | 15 | Héctor Moreno       | 61e |     |
|                    | 23 | Jesús Gallardo      | 1e  | 65e |
|                    | 18 | Andrés Guardado     |     | 75e |
|                    | 16 | Héctor Herrera      |     |     |
|                    | 07 | Miguel Layún        | 86e | 89e |
|                    | 11 | Carlos Vela         |     |     |
|                    | 22 | Hirving Lozano      |     |     |
|                    | 14 | Javier Hernández    |     |     |
| Remplaçants :      |    |                     |     |     |
|                    | 08 | Marco Fabián        |     | 65e |
|                    | 17 | Jesús Manuel Corona |     | 75e |
|                    | 19 | Oribe Peralta       |     | 89e |
| Sélectionneur :    |    |                     |     |     |
| Juan Carlos Osorio |    |                     |     |     |

| SUÈDE :         |    |                     |     |     |
|                 |    |                     |     |     |
| Gardien de but  | 01 | Robin Olsen         |     |     |
|                 | 02 | Mikael Lustig       | 88e |     |
|                 | 03 | Victor Lindelöf     |     |     |
|                 | 04 | Andreas Granqvist   |     |     |
|                 | 06 | Ludwig Augustinsson |     |     |
|                 | 17 | Viktor Claesson     |     |     |
|                 | 07 | Sebastian Larsson   | 26e | 57e |
|                 | 08 | Albin Ekdal         |     | 80e |
|                 | 10 | Emil Forsberg       |     |     |
|                 | 09 | Marcus Berg         |     | 68e |
|                 | 20 | Ola Toivonen        |     |     |
| Remplaçants :   |    |                     |     |     |
|                 | 13 | Gustav Svensson     |     | 57e |
|                 | 22 | Isaac Kiese Thelin  |     | 68e |
|                 | 15 | Oscar Hiljemark     |     | 80e |
| Sélectionneur : |    |                     |     |     |
| Janne Andersson |    |                     |     |     |

| Assistants : Hernán Maidana Juan Pablo Bellati Quatrième arbitre : Andrés Cunha Cinquième arbitre : Mauricio Espinosa Arbitre vidéo : Mauro Vigliano Assistants arbitre vidéo : Gery Vargas Carlos Astroza Wilton Sampaio Homme du Match : Ludwig Augustinsson |

## Homme du match
| Match | Résultats    | Résultats | Résultats    | Homme du match      |
| ----- | ------------ | --------- | ------------ | ------------------- |
| 11    | Allemagne    | 0 - 1     | Mexique      | Hirving Lozano      |
| 12    | Suède        | 1 - 0     | Corée du Sud | Andreas Granqvist   |
| 27    | Allemagne    | 2 - 1     | Suède        | Marco Reus          |
| 28    | Corée du Sud | 1 - 2     | Mexique      | Javier Hernández    |
| 43    | Corée du Sud | 2 - 0     | Allemagne    | Cho Hyun-woo        |
| 44    | Mexique      | 0 - 3     | Suède        | Ludwig Augustinsson |

## Buteurs
| Rang  | Joueur              | Buts |
| ----- | ------------------- | ---- |
| 1     | Son Heung-min       | 2    |
| 1     | Andreas Granqvist   | 2    |
| 3     | Toni Kroos          | 1    |
| 3     | Marco Reus          | 1    |
| 3     | Kim Young-gwon      | 1    |
| 3     | Javier Hernández    | 1    |
| 3     | Hirving Lozano      | 1    |
| 3     | Carlos Vela         | 1    |
| 3     | Ludwig Augustinsson | 1    |
| 3     | Ola Toivonen        | 1    |
| CSC   | Edson Álvarez       | 1    |
| TOTAL | TOTAL               | 13   |